# Nora Fiechter
Nora Fiechter (ur. 23 czerwca 1981 w Dornach) – szwajcarska wioślarka.

## Osiągnięcia
- Mistrzostwa Świata Juniorów – Płowdiw 1999 – dwójka podwójna – 5. miejsce[1].
- Mistrzostwa Świata – Linz 2004 – czwórka podwójna – 4. miejsce[1].
- Mistrzostwa Europy – Brześć 2009 – dwójka podwójna – 9. miejsce[1].
- Mistrzostwa Europy – Montemor-o-Velho 2010 – czwórka podwójna – 3. miejsce[1].